# Govone
Govone (piemontiul: Govon) település Olaszországban, Piemont régióban, Cuneo megyében. Lakosainak száma 2245 fő (2023. január 1.). Govone Costigliole d’Asti, Priocca, San Martino Alfieri, Castagnole delle Lanze, Magliano Alfieri és San Damiano d’Asti községekkel határos.

## Népesség
A település lakossága az elmúlt években az alábbi módon változott:
| Lakosok száma | 2217 | 2235 | 2245 |
|               | 2017 | 2018 | 2023 |